# Утомлённое солнце
«Утомлённое со́лнце» — песня со словами Иосифа Альвека на музыку танго Ежи Петерсбурского «Последнее воскресенье» («To ostatnia niedziela»). Впервые исполнена в 1937 году и тогда же записана на пластинку (под названием «Расставание») джазовым оркестром Александра Цфасмана и его постоянным солистом певцом Павлом Михайловым. В дальнейшем песню пели Георгий Виноградов, Иосиф Кобзон и другие известные исполнители.

## Польское танго
«После́днее воскресе́нье» (пол. To ostatnia niedziela) — танго Ежи Петерсбурского на слова Зенона Фридвальда (1935 год), одно из наиболее известных произведений польской межвоенной эстрады. Впервые исполнено Мечиславом Фоггом, в дальнейшем пользовалось особой известностью в Польше в исполнении Петра Фрончевского. В некоторых источниках называется «танго самоубийц», хотя обычно это название относят к другому произведению того же периода — песне Режё Шереша «Мрачное воскресенье». Оригинальный текст представляет собой жалобу влюблённого юноши на то, что девушка бросает его ради более богатого и успешного соперника, и просьбу прийти на последнее свидание в воскресенье.

## Русские версии
В Советском Союзе это танго Петерсбурского завоевало особую популярность. В конце 1930-х годов были записаны три русские версии «Последнего воскресенья» — во всех случаях с новыми русскими текстами, никак не связанными с польским оригиналом. Помимо вошедшей в золотой фонд русской эстрады песни «Утомлённое солнце» со словами Иосифа Альвека, существовали ещё «Песня о юге» в исполнении Клавдии Шульженко на слова Асты Галлы (псевдоним поэтессы Анны Дмитриевны Ермолаевой) и «Листья падают с клёна» в исполнении джаз-квартета Александра Рязанова на слова Андрея Волкова.

## Песня в кинематографе
Песня или её мелодия так или иначе использована во множестве кинофильмов:
- перефразированное начало текста стало названием фильма «Утомлённые солнцем», в котором звучит сама песня и во многом является её лейтмотивом;
- оригинальная песня на польском языке звучит в фильме Эфраима Севелы «Попугай, говорящий на идиш».
- её поёт второстепенный персонаж (в исполнении актёра Яцека Войцицкого) в «Списке Шиндлера»;
- наигрывает на гребёнке главный герой (актёр Збигнев Замаховский) в фильме «Три цвета: Белый»;
- песня «Остатня неделя» звучит в фильме «Хроника любовных происшествий» (1986), действие которого происходит в 1939 г., накануне войны (режиссёр Анджей Вайда);
- неоднократно звучит в мультфильме Юрия Норштейна «Сказка сказок»;
- мелодия и слова песни звучат также в фильме «Завтра была война», действие которого происходит в 1940 году;
- в фильме «Не может быть!», действие которого происходит в конце 1920-х годов, она является одним из символов широко понимаемой «предвоенной эпохи»;
- эта мелодия является основной темой кинофильма «До свидания, мальчики!» режиссёра Михаила Калика;
- звучит в фильме о Чернобыльской катастрофе «Распад» Михаила Беликова;
- оригинал песни проходит лейтмотивом в сериале «Красный цвет папоротника» (реж. Виктор Туров, 1988 г.). В киноверсии фильма («Переправа», пол. Przeprawa) звучит также вариант песни на русском языке;
- в качестве анахронизма присутствует в фильме «Распутин» режиссёра Жозе Дайана (2011): в 1916 году на балу у Владимира Ростова под неё танцует заглавный герой;
- звучит в фильме «Анекдоты» (реж. Виктор Титов, 1990 г.).
- в фильме «Сибириада» (реж. Андрей Кончаловский, 1979)
- в третьей серии одиннадцатого сезона сериала "Папины дочки";
- в многосерийном фильме «Курсанты» (реж. Андрей Кавун, 2004) песня звучит в фильме несколько раз: её поют курсанты маршируя, ослушавшись старшины, а также один из главных героев, уводя грузовик с горящими боеприпасами
- в фильме «А зори здесь тихие» (реж. Ренат Давлетьяров, 2015)
- в фильме «Вечный зов фильм 2»
- в фильме «Военно-полевой роман»
- в фильме «Сошедшие с небес» (реж. Наталья Трощенко, 1986 г.)
- в фильме «В бой идут одни «старики» (реж.  Леонид Быков, 1973 г.)
- в юмористическом телесериале Осторожно Модерн 2 (серия "Дача товарища комбата")

## Песня в видеоиграх
Композиция встречается в двух различных аранжировках в саундтреке игры «Atomic Heart».